# キプチャク語群
キプチャク語群（キプチャクごぐん、Kipchak languages）は、テュルク語族の共通テュルク語派の一語群。ウクライナから中国にかけて広がり、2500万人以上に話される。

## 特徴
キプチャク語群は多くの共有特徴をもつ。いくつかは他のテュルク諸語と共通するが、キプチャク語群に独特のものもある。

### 他のテュルク諸語と共有の特徴
- テュルク祖語の*d,tが/j/になる。 (例： *hadaq > ajaq "足")
- 語頭の*h音が失われる。

### 独特の特徴
- 広 円唇母音の 母音調和 (例： olor vs. olar "彼ら") [要出典]
- 語頭の[*/j/]が頻繁に子音強化を起こす。(歯擦音のかたちで) (例： *[jetti] > [ʒetti] "7")
- [*/ɡ/] と [*/b/]が音節末の二重母音になる　(例： *[taɡ] > [taw] "山", *[sub] > [suw] "水")

## 分類
キプチャク語群は地理的、および共有特徴によって4語群に区分される。
- キプチャク・ブルガール語群（ウラル・カスピ語群）：バシキール語、タタール語
- キプチャク・クマン語群（ポント・カスピ語群）：カラチャイ・バルカル語、クムイク語、カライム語、クリムチャク語、ウルム語、クリミア・タタール語
- キプチャク・ノガイ語（アラル・カスピ語群）：ノガイ語、カラカルパク語、カザフ語
- キルギス・キプチャク語群：キルギス語、南アルタイ語

## 文献
- Johanson, Lars and Csató, Éva Ágnes (1998). The Turkic Languages. London: Routledge. ISBN 0-415-08200-5.
- Menges, Karl H. (1995). The Turkic Languages and Peoples (2nd ed.). Wiesbaden: Harrassowitz. ISBN 3-447-03533-1.